# Nicole Desailly
Nicole Desailly, född Ginette Paulette Gisèle Nicolas 17 oktober 1920 i Paris, död 29 december 2019 i Arpajon, Île-de-France, var en fransk skådespelerska.

## Roller i urval
- 1964 – La chasse à l'homme
- 1964 – Lugna dig, min älskling
- 1964 – Mata Hari, agent H 21
- 1965 – Den vilda jakten på Cadillacen
- 1967 – Yrkets risker
- 1968 – Privatlektionen
- 1971 – Katten
- 1973 – Schakalen
- 1976 – Calmos
- 1979 – Paris Killer